# Kodavasal
Kodavasal é uma panchayat (vila) no distrito de Thiruvarur, no estado indiano de Tamil Nadu.

## Demografia
Segundo o censo de 2001,  Kodavasal  tinha uma população de 13,247 habitantes. Os indivíduos do sexo masculino constituem 49% da população e os do sexo feminino 51%. Kodavasal tem uma taxa de literacia de 72%, superior à média nacional de 59.5%: a literacia no sexo masculino é de 78% e no sexo feminino é de 66%. Em Kodavasal, 10% da população está abaixo dos 6 anos de idade.